# ننوک
ننوک، روستایی خوش آب و هوا از توابع شهرستان رابر در استان کرمان ایران است. ننوک از خوش آب و هواترین روستاهای استان کرمان و دارای انواع باغ‌ها و طبیعتی سرسبز است .

## موقعیت جغرافیایی
روستای ننوک در ۸ کیلومتری شمال شهرستان رابر و در بین روستاهای ده دیوان و اسکر قرار گرفته است. روستای ننوک از پر آب‌ترین روستاهای شهرستان رابر است به طوری که تعداد قابل توجهی از روستاها را تحت پوشش قرار می دهد. برای نمونه سد بزرگ شهید ژاله ننیز از روستای ننوک تغذیه می‌شود. با بررسی بیشتر متوجه خواهید شد که سرچشمه اصلی هلیل رود بزرگ و باستانی روستای ننوک کوه شاه است.

## موقعیت اقلیمی
اقلیم روستای ننوک سرد و کوهستانی است و تابستان های خنک و زمستان های سرد و برفی دارد. روستای ننوک در ارتفاع ۲٬۷۱۹ متر از سطح دریا قرار گرفته است.

## محصولات
برخی از محصولات روستا شامل: گردو، انواع میوه‌های درختی ازجمله گیلاس، زردآلو، آلبالو و غیره است. عسل طبیعی این روستا به دلیل وجود انواع گل و گیاه‌های معطر یکی از مرغوبترین‌های استان است.

## گردشگری
ننوک با داشتن مناطق گردشگری چون : عشق آباد، گردو در کار، چشمه عسلی، چمن تگرگی  و ... جزو روستاهای هدف گردشگری استان قرار دارد.

## جمعیت و ویژگی های انسانی
این روستا براساس سرشماری مرکز آمار ایران در سال ۱۳۹۵، جمعیت آن ۴۶۵ نفر بوده‌است. شغل اصلی مردم روستا کشاورزی همراه با دامپروری است.
«نتایج سرشماری عمومی نفوس و مسکن ۱۳۸۵». درگاه ملی آمار ایران. بایگانی‌شده از اصلی در ۱ ژانویه ۲۰۱۳. دریافت‌شده در ۱ ژانویه ۲۰۱۳.
- وری